# مسابقات ژیمناستیک هنری زنان اروپا ۲۰۰۴
مسابقات ژیمناستیک هنری اروپا ۲۰۰۴ بیست و پنجمین دوره مسابقات ژیمناستیک هنری زنان اروپا است.
این مسابقات از ۲۹ آوریل تا ۳ مه ۲۰۰۴ در آمستردام، هلند در دو بخش بزرگسالان و جوانان برگزار شده است.

## جدول مدال‌های بزرگسالان
| رتبه | کشور     | طلا | نقره | برنز | مجموع |
| ۱    | رومانی   | ۴   | ۲    | -    | ۶     |
| ۲    | روسیه    | ۱   | ۲    | ۳    | ۶     |
| ۳    | اوکراین  | ۱   | ۱    | ۱    | ۳     |
| ۴    | اسپانیا  | -   | ۱    | -    | ۱     |
| ۴    | بریتانیا | -   | ۱    | -    | ۱     |
| ۶    | ایتالیا  | -   | -    | ۱    | ۱     |